# Nicola Canabo
Nicola Canabo (in greco Νικόλαος Καναβός?, in latino Nicolaus Kanabus; seconda metà XII secolo – Costantinopoli, 8 febbraio 1204) è stato un imperatore bizantino.
Detto il Macellaio, fu nominato dai romei di Costantinopoli come loro basileus, fu eletto il 25 gennaio 1204 fino al 28 gennaio.
Non è considerato come Imperatore dinastico, perché non riuscì a coniare delle monete con il suo volto effigiato.

## Nicola Canabo eletto basileus dal popolo
Quando Alessio V Ducas aveva appena assassinato il giovane Alessio IV Angelo e si era proclamato al suo posto Imperatore, la popolazione era contraria che sul trono di Costantinopoli sedesse un assassino. Secondo la cronaca di Niceta Coniata, il 25 gennaio dell'anno 6712 del calendario bizantino (ossia il 1204), un'ampia folla si radunò davanti alla chiesa di Santa Sofia, seguita dai senatori e dai più alti esponenti del clero. Il popolo aveva fatto pressione su queste alte cariche perché fosse eletto un altro basileus, tuttavia essi la ritenevano una cosa pericolosa, poiché c'erano i crociati alle porte. La folla propose svariate persone, ma esse venivano contestate o si ritiravano spontaneamente. Dopo tre giorni, un gruppo di giovani armati obbligò un oscuro aristocratico, tale Nicola Canabo (detto il macellaio da Niceta Coniata) a diventare Imperatore, imponendogli di accettare la carica, poiché, nel caso avesse rifiutato, avrebbe pagato quel rifiuto con la sua stessa vita. 

Aquila imperiale bizantina.

Egli tuttavia restò imperatore per pochi giorni, perché Alessio V Ducas mandò le sue guardie variaghe a catturarlo e anche coloro che lo avevano sostenuto non lo difesero. Fu imprigionato, morì in prigione l'8 febbraio.